# トーマス・マコーリー
初代マコーリー男爵トーマス・バビントン・マコーリー（英語: Thomas Babington [or Babbington] Macaulay, 1st Baron Macaulay, FRS, FRSE, PC、1800年10月25日 - 1859年12月28日）は、イギリスの歴史家、詩人、政治家。エディンバラ選出のホイッグ党下院議員だった。ホイッグ史観（現在の視点から過去を判断する態度）を代表する人物であり、マコーリー著『イングランド史』は、今日でもイギリスで最も有名な歴史書のひとつである。

## 時代背景

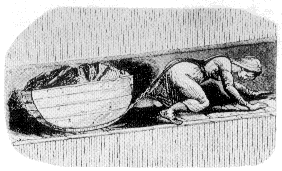
坑道で石炭をひく少女。19世紀中頃、このような児童労働の実態が議会でも採り上げられ問題となった

イギリスの19世紀は繁栄の世紀だった。鉄道が国中にはりめぐらされ、港には世界中から品物が届き、富をたくわえた商人たちの間では、貴族風の生活が流行した。19世紀後半のことだが、貧しい労働者でも茶を飲めたのは当時イギリスだけである。ヨーロッパ中が革命の災禍で流血をみるなか、イギリスだけは植民地争奪戦に勝ち抜き、世界帝国をうち立てていた。世にいうヴィクトリア朝時代である。しかしこのことは、末端の民衆が幸せだったことを意味しない。
工場では労働者が必要になり、地方から都市に多くの人びとが移り住んだ。かれらが住まう安アパートは家族全員で一部屋であり、下水道もなく街路は糞便・汚物にまみれていた。こうした家に住みながら、煤煙やすすの充満する工場などで1日14-15時間、彼らは働いていた。結果かれらは早死にする傾向にあり、死亡者の平均年齢は15-19歳だった。労働者や彼らに同調した者たちは、労働者の代表を議会に送りこむべきだとし、普通選挙を主張した。いわゆるチャーティスト運動である。

## 生涯

### 少年時代
トーマス・マコーリーの父ザッカリー・マコーリーはハイランド出身のスコットランド人で、植民地統治を仕事とする傍ら、奴隷制廃止のために情報収集・報告書作成・議会工作などで運動を展開していた。その伝手でトーリー党の政治家と懇意であり、家にはしばしば彼らが訪れていた。
トーマスは1800年10月25日にザッカリーの第一子としてレスターシャー・ロスリーに生まれる。私立学校をへて18歳でケンブリッジ大学トリニティ・カレッジに進んだ。大学で履修させられた数学はマコーリーの肌に合わなかったが、文学方面では卓越した才能を見せた。大学在学中に多くの詩を書き、賞やメダルを幾度も取った。大学ではまた、同世代の貴族の子弟たちとも親交を深めた。文筆家としてのデビューは1825年1月、西インド諸島の奴隷制についての記事を「エディンバラ評論」に投稿したのが最初である。そして同年8月に発表した2作目のミルトン論は、マコーリーを一躍有名人にのし上げた。
華々しく名を成したマコーリーであったが、個人的には災難が続いた。父ザッカリーの活動は、奴隷制廃止協会に加えロンドン大学設立その他の組織にも活動の輪を広げており、仕事をする余裕がなくなっていた。そこで自分で貿易会社を設立し、縁者にこの仕事をまかせた。ところがこの縁者に経営能力がなく、3年後の1826年には破産を避けられない状態に陥る。マコーリー家は施しを受けて生活するほどに転落し、両親と8人の弟・妹たちの生活は長男トーマスの両肩にのしかかった。マコーリーの奨学金などでなんとか食いつないできたが、1830年に妹ジェーン、つづいて1831年には母セリナを相次いで失うという不幸が続いた。
このような状況でマコーリーは生活してゆくために弁護士の道を選んだ。マコーリーの法律への興味は数学へのそれと大差ないもので、むしろ文学のほうを向いていた。そんなときにマコーリーに声をかけたのが第3代ランズダウン侯爵ヘンリー・ペティ＝フィッツモーリスであった。

### 政治家としてのマコーリー
当時著名な政治家だったランズダウン侯は1830年、ミルトン論や功利主義者との論争で有名人となった青年マコーリーに目をつけ、自分の意のままになる選挙区ウィルトシャーの小都市カーンから下院に当選させた。マコーリーは詩や散文だけでなく演説家としても優れていることをさっそく証明した。ユダヤ人が選挙から排除されていることを批判し、選挙法改正に熱弁をふるった演説で一躍有名になったのである。1832年の選挙法改正後、リーズ選出の下院議員となった。当選後インド植民地経営に関する委員会に参加したのは、そこから得られる巨額の給与が、マコーリーには生活上必要だったからである。
1834年には自らインドに赴任した。インド刑法典の編纂、および英語教育の普及に関して長大な覚え書きを残した。刑法典は改正されつつ今もマコーリーの編纂した形を残し、一方でシンガポール・ナイジェリアなど他の植民地の刑法典もマコーリーのものが基礎になっている。英語教育では、英語話者をインドに多数輩出してインド人をイギリス人に作り替えようと説いた。英語はのちに、インドの公用語のひとつになっている。
帰国したのち戦時大臣、陸軍主計長官と閣僚を歴任した。著作権法案の作成・審議でもマコーリーの治績がみられる。1847年、現役閣僚でありながらマコーリーは選挙に敗れる。本人が分析した敗因は、アイルランドにあるカトリック聖職者養成機関への補助金増額に賛成したことで、選挙区のプロテスタント住民の怒りを買ったことである。イングランド国教会とカトリックが同等の価値をもつべきという彼の主張は、当時まだ受け入れられなかった。その後政界に復帰したこともあったが体調がすぐれず、1856年に下院議員を辞した。のち初代マコーリー男爵に叙せられ貴族院議員に列したが、病のため貴族院に出席することはあまりなくなった。

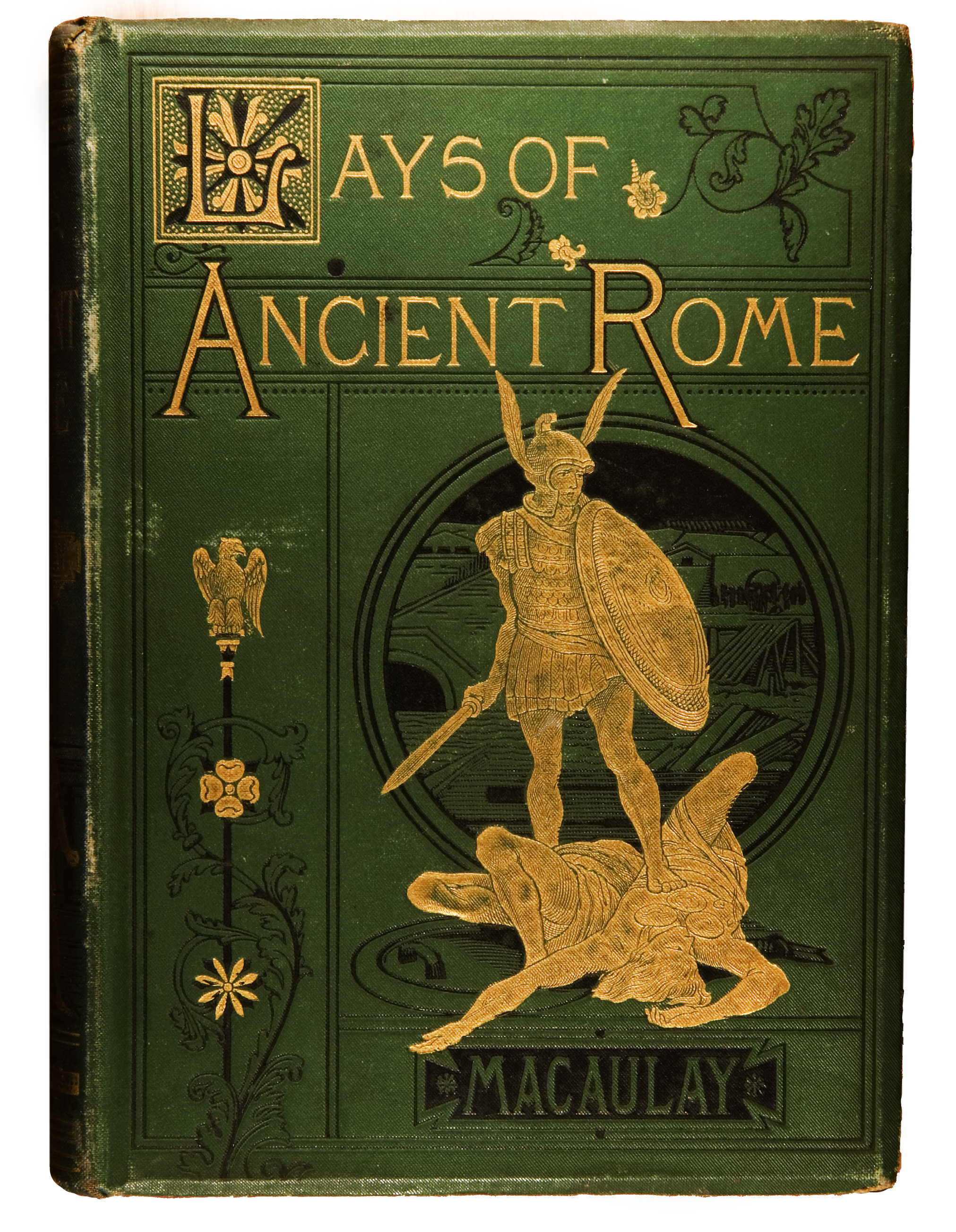
1881年版『古代ローマ詩歌集』装丁

### 文筆活動
マコーリーの著作・演説は、時折独断的ではあるが力強く明確で文学的に優れ、自信に満ちた論調で有名である。代表作『イングランド史』（直訳すれば『ジェームズ2世即位からのイングランドの歴史』）は死の直前に出版されたもので、以来150年以上にわたり絶版されることなく売れ続けている。
エディンバラ大学の機関誌『エディンバラ評論』に寄稿したミルトン論以降も同誌にはたびたび投稿し、マコーリーの明快で断定的筆致の論文は、ときには憎悪を買ったりもした。誌上で打ちのめした相手と険悪になり、決闘になりかけたこともある。議会での演説もマコーリーにとっては同じことで、名演説をいくつも残しエドマンド・バークと同格との声もあった。
選挙に敗れた翌年にあたる1842年『古代ローマ詩歌集』を発表した。マコーリーの流れるような筆致はさらに完成度を増し、発売と同時にベストセラーになっただけでなく、その後30年以上にわたり売れ続けた。のちに彼の名を歴史に残す『イングランド史』執筆はすでに始まっていた。ケンブリッジ大学の近代史欽定講座教授というポストを、女王の夫アルバートから薦められたが、自由な時間を優先したかったためか固辞した。『イングランド史』は1848年に第1巻・第2巻を出版、つづく第3・第4巻は1855年の発表である。しかしこのころ既に体調を崩しており、当初予定のジョージ3世の統治まで（1738年）続けるのはとても無理に思われた。1848年時点ではアン女王の死（1714年）で結ぼうと考えていた。しかしその目的も達せられないまま1859年、第5巻未完のままマコーリーは没する。59歳だった。出身のケンブリッジ大学トリニティ・カレッジに鎮座するマコーリーの彫像は、彼の死から7年後に建てられたものである。

## マコーリーの主張
マコーリーの主張の基本には、宗教の寛容と自由への賛美があり、そこに個人的な倫理意識が絡み合っている。抑圧され自由を持たない人びとに自由を与える穏健な改革を進めなければならない。でなければ、流血の革命という最悪の事態を招くだろう──こうした主張が軸となっている。抑圧された人びととは奴隷であり、アイルランド人そしてユダヤ人などである。そのなかで政府は、人びとの自由と財産を保全する役割をもつという信念のもと行動した。

### トーリーからホイッグへ
父ザッカリーはトーリー派（土地所有者の意が強く、当時の保守勢力。カトリック解放・選挙法改正に反対、国王への忠誠を重視）者であり、多くのトーリー系の知人がおり、また家にくる客もトーリー系だった。息子トーマス・マコーリーは自然とトーリー的考え方に染まっていたが、徐々にホイッグ派（商業従事者の支持、当時の革新勢力。前2つの問題に賛成、より資本主義志向。自由を重視）に傾いていた。大学には功利主義者を含めて良家の子女が集い、かれらと親交を持つ間に自分の考えを形成してゆく。マコーリーはホイッグ的な考え方に、より共感する性質を持っていた。
折しもそのときピータールーの虐殺事件が起きた。選挙権を求める演説集会に警官が乗り込み、揉み合いの末聴衆11人が死亡した事件である。トーリーたちは警官を支持したが、マコーリーは思想からではなく道徳的に、官憲の弾圧は許されないとした。この時点でトーリーからは大きく離れていた。大学を出る頃には、いっぱしのホイッグとなっていた。

### 普通選挙とチャーティスト
マコーリーが政治家となった1830年代は、チャーティズムとよばれる議会改革・普通選挙などを求める運動が盛んだった。労働者とそれに同調する中産階級が主な構成要員で、彼らはごく一部にしか認められていない投票権をすべての成年男子に与えることなどを要求した。こうした要求は当時じゅうぶんに急進的であり、穏健ホイッグを自任するマコーリーはチャーティストを嫌悪していた。功利主義者との論争の中でも、私有財産の制度と普通選挙は共存できないだろうと主張していた。そのほかには以下のような発言を演説やエッセイで行っている。

### 異民族への姿勢
マコーリーは、アイルランド人、ユダヤ人といった異民族には寛容な姿勢を示した。両者はカトリック・ユダヤ教を信仰していたが、イングランドは国教会に拠って立つ国である。自然と国教会体制維持をめざすトーリーとは一線を画すことになった。
アイルランドでは、カトリック聖職者養成機関となっていたメヌース・カレッジへの助成金を増額するよう求めている。宗教改革以降カトリックは殺し合うほどの敵であり、その火はいまだにくすぶり続けていた。カトリックへの反感から助成金増額にも反対する声は大きかった。その空気の中マコーリーは賛成の演説をしたが、前節の通り、却ってエディンバラのプロテスタントを刺激する結果に終わった。
いっぽうユダヤ教徒は、カトリック以上に忌み嫌われた存在であり、イギリスを含めヨーロッパ各国で迫害を受けてきた。ユダヤ教徒が議員になる資格を求めて請願を出したのに対し、イギリスでは反対論が根強かった。その理由は、国教会が国の信仰であること、聖書でユダヤ人は漂泊の民となり抑圧されることが預言されていること、およびヨーロッパ各地に点在するユダヤ人に同胞意識を持っており、イギリスに愛国心を持つはずがないだろうことなどである。
これにマコーリーは逐一反論する。ひとつ、国がキリスト教徒とユダヤ教徒から成っているのだから、キリスト教徒とユダヤ教徒で構成される立法府であるべきである。ひとつ、自分の言動を正当化するために、聖書に曖昧に書かれている預言を用いるべきではない。ひとつ、抑圧されることで愛国心を抱く者などいるはずもなく、統治者にはかれらを愛国的にする責任がある。実際ユグノーがそうだったではないか。
こうした主張を演説や論文で展開して、それはおおむね好評であった。ユダヤ人の公民権を認める法案は下院では可決されたが、上院で反対多数となった。以後1858年に至るまで、下院可決・上院否決を繰り返すことになる。

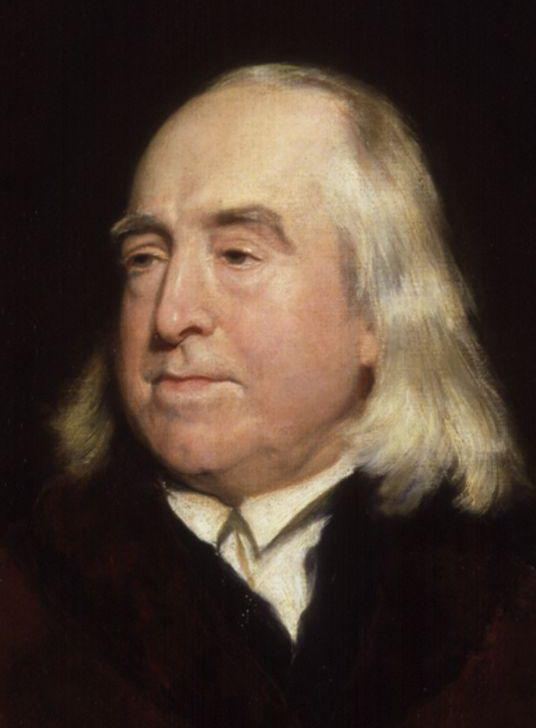
ジェレミ・ベンサム。マコーリーの批判の矛先はジェームズ・ミルであったが、ミル自身は論争に加わっていない。反論する論文を発表したのはベンサムらである

### 功利主義者との論争
若き日のマコーリーは功利主義者ベンサムらと論争したが、この論争の結果マコーリーには出世への足がかりを、功利主義には理論の充実をもたらした。「最大多数の最大幸福」を旗印とする功利主義は、より多くの人が幸福になるための社会をつくるべきと提言していた。そのなかで政府に関しては、普通選挙による代議制が好ましいとしていた。当時議会で問題となっていた選挙法改正は、新興都市など人口が増えた地域に議席数を再配分する改革であり、改正に賛成するホイッグ派も普通選挙は過激な思想と考えていた。功利主義者の方でもホイッグは日和見主義者と見なしていた。1829年いまだ29歳のマコーリーは「エディンバラ評論」で、功利主義の論客として名高いジェームズ・ミル（ジョン・スチュアート・ミルの父で、当時56歳）を攻撃すべく一の矢を放った。それはあたかも「ホイッグのダヴィデが功利主義者のゴリアテ」に立ち向かうが如しであった。
この論争は交互に論文を発表する形で進み、マコーリーが功利主義者の論理の弱点を突いて終わる。マコーリーの文調は攻撃的・挑発的で、のちにそれを自分でも認めている。また彼の諸論文は後世「軽率なところばかりか、かなり皮相的」ともいわれた。
この論争を見た政治家ランズダウン侯爵ヘンリー・ペティ＝フィッツモーリスは「大いに感動」し、自分の選挙区を提供して政界に出させようと働きかけた。論争はマコーリーが出世を果たすきっかけになったのである。いっぽう功利主義の側では、露呈された弱点を埋める著作が後年発表されることになる。論争当時は23歳の若者だったジョン・ステュアート・ミルが、のちに発表した『論理学体系』がそれである。結果的にマコーリーは功利主義の完成度を高める手助けをしたことになる。
この論争の後、両者は和解した。ジェームズ・ミルは、インドに設置することになった最高評議員の一人に、反対を押し切ってマコーリーを推薦した。当時これは莫大な給金があるポストだった。後年マコーリーは自身の著作集が出るにつき、功利主義批判の論文を載せないことを決めた。「不穏当な辛辣さを許して下さったばかりか、忘れて下さった」ミルに「侮辱的な言葉を用いることを差控えるべきであった」とことわっている。

## マコーリー評
よくも悪くもホイッグ史観の代表的人物がマコーリーである。歴史家は物語を書かねばならぬという伝統のあるイギリスにおいて、マコーリーは不朽の名声をもっている。『古代ローマ詩歌集』の有名なくだりを知っているイギリス人は今でも多いし、彼の文章表現をたたえる声も少なくない。マコーリーは歴史研究の方法を誰かから学んだという形跡も見当たらず、「彼は真実をこのようにフィクションによって書いた。はるかに楽しく読まれるために」とケンブリッジ大学の記念碑にあるような姿勢で執筆を行っていた。マコーリーの精髄は正確さよりも、読ませる技術、文章の鮮やかさにあった。文筆家としてのマコーリーの評判はいまでも健在であるが、歴史家としては見事な表現力を賞賛されつつも、手厳しい批判にさらされた。しかしそれでも打ち消せないほどにマコーリーの影響力は絶大であり、以降100年近くにわたってホイッグ史観はイギリス史のなかで正統の地位を維持した。

ジョン・アクトン。アクトンもホイッグ史観の立場をとる歴史家であったが、マコーリーの著作には批判的だった

### 同時代人の評
史料を集めてその中から物語を構成する、というランケの手法が徐々に広まりつつあった当時、マコーリーは物語をあらかじめ組み上げておき、それに適う史料を使って肉付けするという前世紀的方法をとっていた。このようであるから、歴史家の間でマコーリーの評判が良かったとは決して言えない。ランケはマコーリーを賞賛する一方で、マコーリーの『イングランド史』を書き直す作業を進めていた。魅力を十分認めつつも「絶えず裁きを下すのはもうすこしつつしんで」ほしいとか「ホイッグと他の全ての党派との真実の対立点を全くつかんでいない」と評したのはアクトン卿である。ともあれ批判には二つの流れがあった。ひとつは無教養な成り上がりの受けを狙った底の浅い俗物だという批判であり、いまひとつは進行しつつある社会不安はどこ吹く風でヴィクトリア期イギリスの繁栄を無邪気に喜んでいるというものである。
それでもホイッグ史観はイギリス史の正統の地位を得た。そこには、ホイッグ派の支持もさることながら、ようやく読書するようになったイギリス庶民からの圧倒的な人気があった。印税収入はうなぎのぼりで、文筆による収入だけで優雅な暮らしができたのはマコーリーがイギリス史上初である。

### 後世の評
ホイッグ史観は主流となったが、誰もそれに異議を挟まなかったわけではない。「効果をつくりだすこと、すなわち読者をおもしろがらせ興奮させることに心を向けている。…歴史の性格について他に類を見ないほど間違った考え方をしているものとして、いつの日か思い起こされてもよかろう」と悪意を込めて批判したのはシーリであり、「マコーリの悪口はいわないほうがよい、書物からの知識を目に訴えるものに変える、たぐいまれな才能を、彼ほど持っていた人は他にいないのだから」という評価の声もあった。そして20世紀初め、後継者ととどめを刺す人物を同時に得た。ジョージ・マコーリー・トレヴェリアンとハーバート・バターフィールドがそれである。
トレヴェリアンはマコーリーの妹を祖母にもち、歴史の書き方も大叔父マコーリーの路線をおおむね継承するものであった。さらに十分な文才もそなえ、いささか時代遅れ感のある歴史叙述まで受け継いでいた。第2次世界大戦も終わりにさしかかるころに出版された『イギリス社会史』は「実際には汚濁と疾病と堕落の時代であった過去」を美化するところ過剰であったという。いっぽうでトレヴェリアンが書いたマコーリーの伝記は、マコーリーの理解の深さで他の追随を長い間許さなかった。彼が大叔父マコーリーと異なったのは、弁舌の才覚を有していなかったこととバターフィールドが同時代にいたことである。1931年に『ウィッグ史観批判』を発表したバターフィールドは慎重で、歴史家の実名をほとんど挙げていないが、やり玉にあげたのはマコーリーの歴史解釈そのものである。マコーリーのホイッグ史観はいまや、乗り越えるべき過去のものとなった。

### 現代
その後ネイミアやアナール学派などの登場で歴史はより専門化・深化をとげた。現代に入ってのマコーリーに対する言及は、植民地を含むイギリス帝国全体から切り離し、本国と海外は無関係としてしまったという指摘などがある。かくしてマコーリーもホイッグ史観も過去のものとなった。ところが1980-90年代以降、微に入り細を穿つ研究をいくら積み上げても、全体の歴史にならないことが明らかになってきた。歴史を包括的に眺めることが必要とされ、またストーリーを語るという側面がふたたび注目される時代、すなわち「叙述の復活」といわれる現象がおこった。マコーリーやトレヴェリアンそのままではないにしても、いかに全体を語るかが意識され始めた。ネオ=ホイッグとよばれる歴史家が登場し、語ることへの意識は再び高まってきている。マコーリーの分かりやすく生き生きとした描写が、今なお敬意を払われるゆえんである。

## 日本語圏でのマコーリー
日本語圏へのマコーリーそれ自体の影響はきわめて限定的である。明治時代の日本は改革すべき問題が山積していたが、何をどのように変革するかを考える必要があった。同じ島国でありながら植民地帝国を築いたイギリスは、あらゆる改革を達成した国とされ、最もふさわしい事例と思われた。科学技術ではなく政治や歴史を学ぶべきとしたのは福沢諭吉らであり、イギリス史への関心は知識層の間で高まっていた。当時イギリス史の日本語訳は毎年のように出版されたものの、マコーリー『イングランド史』の訳は出なかった。当時出版された歴史書は玉石混淆で、いまでは大方忘れ去られたような歴史書が翻訳されていたり、本国イギリスで反響の大きかったものや後に名を残す歴史書が見過ごされていたりしている。マコーリーの影響は竹越与三郎の登場を待たねばならない。
竹越が1893年に発表した『マコウレー』この伝記は、当時出版されて日の浅いトレヴェリアンの伝記を参照しているとされる。竹越は「十分の同情はその美を知るに足り、十分の冷静はその欠点を知るに足ると信ずるが故也」と冷静な判断をすると断りつつも「英人中の英人也。紳士中の紳士也」など各所で筆を尽くして評価するいっぽう、短所は一カ所「（マコーリーとバークを比べると、マコーリーは）哲学的の深奥を欠く」とあるのみである。
竹越のマコーリー評は一定の読者を得、竹越も「日本のマコウレー」と言われるようになったが、あとに続く者が出なかった。第2次世界大戦後の復興期の日本において影響がみられるとすれば、それはマコーリーという人ではなくホイッグ史観である。大戦で焦土となった日本にくらべ、イギリスは成功した近代化の典型とされた。世界で最初に市民革命を経験した最先端の存在であり、おおいに参照されたのである。同時代のイギリスを称賛するホイッグ史観は、日本人のイギリスのイメージに適い、またそれを補強するものであった。

## 著書
- Thomas Babington Macaulay, 1st Baron Macaulayの作品 （インターフェイスは英語）- プロジェクト・グーテンベルク
- Lays of Ancient Rome
- (英語) The History of England from the Accession of James II, Philadelphia: Porter & Coates, (1848), ウィキソースより閲覧。
  - Vol 1, Vol 2, Vol 3, Vol 4, Vol 5 (Internet Archive)
  - Vol. 1, Vol. 2, Vol. 3, Vol. 4, Vol. 5 at Project Gutenberg
  - volumes 1–3 ( LibriVox.org)
- Critical and Historical Essays, 2 vols, Alexander James Grieve編. Vol. 1, Vol. 2
- “Social and Industrial Capacities of the Negroes”. Critical Historical and Miscellaneous Essays with a Memoir and Index. Vols V. and VI. Mason, Baker & Pratt. (1873)
- Lays of Ancient Rome: With Ivry, and The Armada. Longmans, Green, and Company. (1881)
- William Pitt, Earl of Chatham: Second Essay (1892)
- The Miscellaneous Writings and Speeches of Lord Macaulay, 4 vols Vol. 1, Vol. 2, Vol. 3, Vol. 4
- Machiavelli
- Macaulay index entry (Poets' Corner)
- Lays of Ancient Rome (Complete) (Poets' Corner)
- Thomas Babington Macaulayの著作 - LibriVox（パブリックドメインオーディオブック）